# Gol stavkirke
Gol Stavkirke er en stavkirke fra Gol kommune i Buskerud, som nu står på Norsk Folkemuseum i Bygdøy i Oslo. Den tilhører den til enhver siddende regerende monark i Norge.
Dendrokronologiske undersøgelser indikerer at dele af bygningen er opført i 1216, men den har også elementer der er så tidlige som 1157.